# Gustav Engvall
Gustav Engvall (Kalmar, 29 april 1996) is een Zweeds voetballer die doorgaans als aanvaller speelt. Hij speelde van 2018 tot 2023 in het shirt van KV Mechelen.

## Clubcarrière
Engvall maakte op 5 augustus 2018 zijn debuut in het eerste elftal van KV Mechelen, in de wedstrijd uit tegen OH Leuven. Hij viel in de 77ste minuut in voor Clément Tainmont.

## Clubstatistieken
| Seizoen         | Club              | Competitie       | Competitie | Competitie | Play-offs | Play-offs | Beker | Beker | Europa | Europa | Supercup | Supercup | Totaal | Totaal |
| Seizoen         | Club              | Competitie       | Wed.       | Dlp.       | Wed.      | Dlp.      | Wed.  | Dlp.  | Wed.   | Dlp.   | Wed.     | Dlp.     | Wed.   | Dlp.   |
| --------------- | ----------------- | ---------------- | ---------- | ---------- | --------- | --------- | ----- | ----- | ------ | ------ | -------- | -------- | ------ | ------ |
| 2010-12         | Färjestadens GoIF | Superettan       | 28         | 1          | —         | —         | 0     | 0     | —      | —      | —        | —        | 28     | 1      |
| 2013            | IFK Göteborg      | Allsvenskan      | 3          | 0          | —         | —         | 0     | 0     | 1      | 0      | —        | —        | 4      | 0      |
| 2014            | IFK Göteborg      | Allsvenskan      | 20         | 8          | —         | —         | 1     | 0     | 2      | 0      | —        | —        | 23     | 8      |
| 2015            | IFK Göteborg      | Allsvenskan      | 25         | 5          | —         | —         | 4     | 1     | 4      | 1      | 1        | 0        | 34     | 7      |
| 2016-17         | IFK Göteborg      | Allsvenskan      | 16         | 3          | —         | —         | 3     | 1     | 4      | 2      | —        | —        | 23     | 6      |
| 2016-17         | Bristol City      | The Championship | 2          | 0          | —         | —         | 4     | 0     | —      | —      | —        | —        | 6      | 0      |
| 2016-17         | → Djurgårdens IF  | Allsvenskan      | 13         | 7          | —         | —         | 0     | 0     | 0      | 0      | —        | —        | 13     | 7      |
| 2017-18         | → Djurgårdens IF  | Allsvenskan      | 12         | 1          | —         | —         | 0     | 0     | 0      | 0      | —        | —        | 12     | 1      |
| 2017-18         | Bristol City      | The Championship | 2          | 0          | —         | —         | 1     | 0     | —      | —      | —        | —        | 3      | 0      |
| 2018-19         | → IFK Göteborg    | Allsvenskan      | 10         | 1          | —         | —         | 0     | 0     | 0      | 0      | —        | —        | 10     | 1      |
| 2018-19         | KV Mechelen       | Eerste klasse B  | 27         | 8          | 2         | 0         | 6     | 2     | —      | —      | —        | —        | 35     | 10     |
| 2019-20         | KV Mechelen       | Eerste klasse A  | 9          | 2          | 0         | 0         | —     | —     | —      | —      | 1        | 0        | 10     | 2      |
| 2020-21         | KV Mechelen       | Eerste klasse A  | 11         | 0          | 2         | 0         | 0     | 0     | —      | —      | —        | —        | 13     | 0      |
| 2021-22         | KV Mechelen       | Eerste klasse A  | 16         | 0          | 5         | 2         | 1     | 0     | —      | —      | —        | —        | 22     | 2      |
| 2022-23         | KV Mechelen       | Eerste klasse A  | 5          | 0          | 0         | 0         | 0     | 0     | —      | —      | —        | —        | 5      | 0      |
| 2022-23         | → Sarpsborg 08 FF | Eliteserien      | 13         | 1          | —         | —         | 0     | 0     | 0      | 0      | —        | —        | 13     | 1      |
| 2022-23         | IFK Värnamo       | Allsvenskan      | 25         | 10         | —         | —         | 0     | 0     | 0      | 0      | —        | —        | 25     | 10     |
| Carrière totaal | Carrière totaal   | Carrière totaal  | 230        | 44         | 9         | 2         | 20    | 4     | 13     | 3      | 2        | 0        | 300    | 53     |

## Palmares
| Competitie               | Aantal      | Jaren       |             |             |
| KV Mechelen              | KV Mechelen | KV Mechelen | KV Mechelen | KV Mechelen |
| ------------------------ | ----------- | ----------- | ----------- | ----------- |
| Nationaal                |             |             |             |             |
| Kampioen Eerste Klasse B | 1x          | 2018/2019   |             |             |
| Beker van België         | 1x          | 2019        |             |             |